# گاوچران شهری
گاوچران شهری (به انگلیسی: Urban Cowboy) فیلمی است محصول سال ۱۹۸۰ و به کارگردانی جیمز بریجز است. در این فیلم بازیگرانی همچون جان تراولتا، دبرا وینگر، اسکات گلن، بری کوربین، مدولین اسمیت اسبرن، کوپر هاکبی، جیمز گامون، میکی ژییی، بانی ریت و چارلی دنیلز ایفای نقش کرده‌اند.